# Jongsong
Jongsong je planina u Janaku, dijelu Himalaja. S visinom od 7462 m/nm, to je 57. najviši vrh na svijetu, iako njime dominira treći najviši, Kangchenjunga, 20 km prema jugu. Vrh Jongsonga je tromeđa Indije, Nepala i Kine. 

## Povijest
Od svog prvog uspona 1930. godine od strane članova njemačke ekspedicije koju je vodio Gunther Dyhrenfurth do prvog uspona na Kamet 21. lipnja 1931., Jongsong je bio najviši popeti vrh na svijetu. Tim za prvi uspon na vrh Jongsong uključivao je nekoliko članova koji su ujedno bili i članovi Međunarodne planinarske organizacije Himalayan Club.
Dana 30. rujna 2012. tim iz Kalkutske sekcije Himalajskog kluba (vođa Pradeep Sahoo s šerpama Ang Dorji i Phurba), popeo se na istočni vrh Jongsonga (nazvan Domo od Dyhrenfurtha) novom rutom preko istočnog grebena vrha Jongsong iz stupca između masiva Jongsong i susjednog vrha zvanog Dome Kang. Prethodnog dana, drugi tim iz iste ekspedicije popeo se na Dome Kang (Rajib Mondal i Dawa Sherpa) od uobičajenog stupca duž njegove istočne strane (Prvi uspon novom rutom / ukupno drugi uspon). Prišli su planinama s ledenjaka Jongsong, Sikkim.